# Diócesis de Albany
La diócesis de Albany (en latín: Dioecesis Albanen(sis) y en inglés: Roman Catholic Diocese of Albany) es una circunscripción eclesiástica latina de la Iglesia católica en Estados Unidos, sufragánea de la arquidiócesis de Nueva York. La diócesis tiene al obispo Edward Bernard Scharfenberger como su ordinario desde el 11 de febrero de 2014.

## Territorio y organización
La diócesis tiene 26 985 km² y extiende su jurisdicción sobre los fieles católicos de rito latino residentes en los siguientes condados del estado de Nueva York: Albany, Columbia, Delaware, Fulton, Greene, Montgomery, Otsego, Rensselaer, Saratoga, Schenectady, Schoharie, Warren y Washington y porciones de los condados de Hamilton y de Herkimer.
La sede de la diócesis se encuentra en la ciudad de Albany, en donde se halla la Catedral de la Inmaculada Concepción. En el territorio de la diócesis existen dos santuarios nacionales: el santuario de Nuestra Señora de los Mártires, en Auriesville, y el santuario de Santa Catalina Tekakwitha, en Fonda.
En 2020 en la diócesis existían 126 parroquias.

## Historia
Durante el período colonial, esta parte del estado de Nueva York dependía desde el siglo XVII de los misioneros de Quebec, los primeros en llegar a estas tierras; entre ellos también san Isaac Jogues, un misionero entre los mohács. Posteriormente, a partir de 1764, el territorio fue sometido a los sacerdotes de las colonias anglosajonas y a los misioneros que llegaban al continente desde Inglaterra y que, desde el punto de vista jurídico, dependían del vicario apostólico de Londres. Tras la independencia estadounidense, el territorio experimentó un rápido crecimiento con la afluencia de numerosos inmigrantes europeos, especialmente irlandeses; fue el arzobispo de Baltimore, John Carroll, quien estimuló la actividad misionera en esa parte del estado de Nueva York. La primera iglesia católica se abrió en Albany en 1797.
La diócesis fue erigida el 23 de abril de 1847 con el breve Ad supremum apostolatus del papa Pío IX, obteniendo el territorio de la diócesis de Nueva York. John McCloskey, exobispo auxiliar de Nueva York, fue nombrado primer obispo, quien luego fue trasladado a la capital del estado y creado cardenal en 1875, el primero para los Estados Unidos.
Originalmente sufragánea de la arquidiócesis de Baltimore, el 19 de julio de 1850 pasó a formar parte de la provincia eclesiástica de la arquidiócesis de Nueva York.
La catedral fue consagrada el 21 de noviembre de 1852, dos años antes de la proclamación del dogma de la Inmaculada Concepción, a la que se dedicó el edificio. Más tarde, el obispo Francis McNeirny hizo cambios sustanciales modelando el edificio en la Catedral de Colonia.
En 1865 se abrió en Troy un seminario para toda la provincia eclesiástica de Nueva York, el seminario de San José, pero se cerró en 1896. El seminario diocesano Mater Christi se abrió durante el episcopado de Edmund Francis Gibbons.
El 16 de febrero de 1872 cedió una porción de su territorio para la erección de la diócesis de Ogdensburg mediante el breve Quod catholico nomini del papa Pío IX.
El 26 de noviembre de 1886 cedió otra porción de su territorio para la erección de la diócesis de Syracuse.

## Estadísticas
De acuerdo al Anuario Pontificio 2021 la diócesis tenía a fines de 2020 un total de 313 400 fieles bautizados.
| Año                                                                             | Población            | Población | Población      | Sacerdotes | Sacerdotes    | Sacerdotes    | Bautizados por sacerdote | Diáconos permanentes | Religiosos | Religiosos | Parroquias |
| Año                                                                             | Bautizados católicos | Total     | % de católicos | Total      | Clero secular | Clero regular | Bautizados por sacerdote | Diáconos permanentes | Varones    | Mujeres    | Parroquias |
| ------------------------------------------------------------------------------- | -------------------- | --------- | -------------- | ---------- | ------------- | ------------- | ------------------------ | -------------------- | ---------- | ---------- | ---------- |
| 1909                                                                            | 193 525              | ?         | ?              | 226        | 175           | 51            | 856                      |                      | 55         | 698        | 118        |
| 1950                                                                            | 285 775              | 952 022   | 30.0           | 577        | 379           | 198           | 495                      |                      | 315        | 710        | 159        |
| 1959                                                                            | 357 600              | 1 031 747 | 34.7           | 630        | 396           | 234           | 567                      |                      | 368        | 1680       | 206        |
| 1965                                                                            | 397 612              | 1 160 420 | 34.3           | 728        | 473           | 255           | 546                      |                      | 390        | 1872       | 208        |
| 1968                                                                            | 426 968              | 1 322 000 | 32.3           | 743        | 472           | 271           | 574                      |                      | 386        | 1468       | 207        |
| 1976                                                                            | 424 219              | 1 472 684 | 28.8           | 629        | 417           | 212           | 674                      |                      | 397        | 1245       | 207        |
| 1980                                                                            | 412 000              | 1 492 000 | 27.6           | 527        | 369           | 158           | 781                      | 36                   | 248        | 1422       | 201        |
| 1990                                                                            | 427 022              | 1 123 090 | 38.0           | 495        | 327           | 168           | 862                      | 81                   | 237        | 1168       | 199        |
| 1999                                                                            | 403                  | 1 340 388 | 30.1           | 424        | 306           | 118           | 951                      | 93                   | 86         | 1001       | 186        |
| 2000                                                                            | 411 000              | 1 365 000 | 30.1           | 410        | 292           | 118           | 1002                     | 87                   | 214        | 951        | 184        |
| 2001                                                                            | 411 000              | 1 386 200 | 29.6           | 369        | 264           | 105           | 1113                     | 89                   | 199        | 934        | 183        |
| 2002                                                                            | 400 000              | 1 340 450 | 29.8           | 362        | 257           | 105           | 1104                     | 91                   | 199        | 910        | 182        |
| 2003                                                                            | 400 000              | 1 342 460 | 29.8           | 354        | 246           | 108           | 1129                     | 95                   | 194        | 895        | 181        |
| 2004                                                                            | 400 000              | 1 342 465 | 29.8           | 335        | 227           | 108           | 1194                     | 97                   | 188        | 867        | 178        |
| 2006                                                                            | 403 000              | 1 351 000 | 29.8           | 340        | 232           | 108           | 1185                     | 105                  | 188        | 832        | 167        |
| 2012                                                                            | 337 200              | 1 374 000 | 24.5           | 248        | 189           | 59            | 1359                     | 105                  | 128        | 646        | 128        |
| 2015                                                                            | 345 000              | 1 412 000 | 24.4           | 235        | 173           | 62            | 1468                     | 108                  | 110        | 588        | 126        |
| 2018                                                                            | 300 000              | 1 388 040 | 21.6           | 207        | 171           | 36            | 1449                     | 108                  | 88         | 525        | 126        |
| 2020                                                                            | 313 400              | 1 388 040 | 22.6           | 218        | 173           | 45            | 1438                     | 108                  | 107        | 490        | 126        |
| Fuente: Catholic-Hierarchy, que a su vez toma los datos del Anuario Pontificio. |                      |           |                |            |               |               |                          |                      |            |            |            |

### Escuelas elementales
- Academy of the Holy Names, Albany
- Bishop Maginn High School, Albany
- Catholic Central High School, Troy
- Christian Brothers Academy, Albany
- La Salle Institute, Troy
- Notre Dame-Bishop Gibbons High School, Schenectady
- Saratoga Central Catholic High School, Saratoga Springs

## Episcopologio
- John McCloskey † (21 de mayo de 1847-6 de mayo de 1864 nombrado arzobispo de Nueva York)
- John Joseph Conroy † (7 de julio de 1865-12 de octubre de 1877 renunció[7])
- Francis McNeirny † (12 de octubre de 1877 por sucesión-2 de enero de 1894 falleció)
- Thomas Martin Aloysius Burke † (11 de mayo de 1894-20 de enero de 1915 falleció)
- Thomas Francis Cusack † (5 de julio de 1915-12 de julio de 1918 falleció)
- Edmund Francis Gibbons † (10 de marzo de 1919-10 de noviembre de 1954 renunció[8])
- William Aloysius Scully † (10 de noviembre de 1954 por sucesión-5 de enero de 1969 falleció)
- Edwin Bernard Broderick † (19 de marzo de 1969-3 de junio de 1976 renunció)
- Howard James Hubbard (1 de febrero de 1977-11 de febrero de 2014 retirado)
- Edward Bernard Scharfenberger, desde el 11 de febrero de 2014